# Kutni digitalni pretvornik pomaka
Kutni digitalni pretvornik pomaka ili rotacijski enkoder može biti apsolutni ili inkrementalni enkoder.

## Apsolutni pretvornik pomaka
Apsolutni pretvornici pomaka se nazivaju apsolutni zato što svaka pozicija ima svoj jedinstveni kod. Na izlazu apsolutni enkoderi daju binarni kod trenutne pozicije, na primjer 1010. Apsolutni enkoderi najčešće koriste binarni kód koji se sastoji od 4 znamenke. Za svaku znamenku je potrebna jedna traka (na primjer glava čitača može imati četiri otvora.

## Inkrementalni pretvornik pomaka
Inkrementalni optički pretvornici pomaka ili inkrementalni enkoderi se najčešće koriste na mjestima gdje se mehanički pokret treba pretvoriti u digitalni signal. Koriste se gdje se precizno treba odrediti brzina, udaljenost, pozicija ili smjer. Inkrementalni enkoder daje informaciju o pomaku relativno u odnosu na referentnu točku, a ako nestane napajanja gubi se informacija o položaju u odnosu na referentnu točku, na primjer položaj koljenastog vratila u odnosu na gornju mrtvu točku kod motora s unutarnjim izgaranjem. Inkrementalni enkoder se sastoji od:
- maske,
- kotača (diska),
- osovine motora,
- fotoćelije (fototranzistora),
- svjetleće diode ili LED (engl. Light Emitting Diode).

Maska se sastoji od niza naizmjeničnih tamnih i svijetlih područja jednake duljine i jednakog broja. Tamno i svjetlo područje detektira se pomoću stacionarnih maski A i B razmaknutih za ¼ periode ponavljanja tamno-svijetlo. Izlazni signal je binarnog oblika, svijetlo područje daje "1", a tamno "0". Izlazni signali "A" i "B" su (nakon obrade) pravokutni signali fazno pomaknuti za 90°, takozvani kvadratni signal. Pomoću dva čitača pomaknuta za 90° moguće je odrediti smjer vrtnje. Signali "A" i "B" se koriste za inkrement ili dekrement brojila koje daje informaciju o trenutnoj poziciji. Signal "Z" se koristi za pokretanje brojila. Postavljanjem dviju fotoćelija na odgovarajuća mjesta dobije se kvadraturni signal.

## Digitalni pretvornici pomaka
Postoje dva osnovan tipa digitalnih enkodera:
- apsolutni,
- inkrementalni.

S obzirom na izvedbu mogu biti:
- kontaktni,
- magnetski,
- optički.

S obzirom na tip pomaka mogu biti
- ravni ili linearni,
- kutni ili rotacijski.

## Slike
|                        | |                                             |
| Inkrementalni enkoder. | Prikaz rada inkrementalnog ravnog ili linearnog pretvornika pomaka: 1) izvor svjetla (LED), 2) sabirna leća, 3) kotač (disk), 4) maska, 5) fotoćelija (fototranzistor) (veličine su prikazane uvećane). | Izgled maske apsolutnog pretvornika pomaka. |